# Rue Viala (Paris)
Pour les articles homonymes, voir Rue Viala.
La rue Viala est une voie du 15e arrondissement de Paris, en France.

## Situation et accès
La rue Viala est une voie publique située dans le 15e arrondissement de Paris. Elle débute place Marcel-Cerdan et se termine au 35, rue Saint-Charles. 

## Origine du nom
Elle tient son nom du jeune révolutionnaire Joseph Agricol Viala (1780-1793).

## Historique
Cette voie de l'ancienne commune de Grenelle est ouverte en 1834 sous le nom de « rue Lelong ». Rattachée à la voirie de Paris en 1863, la rue prend son nom actuel le 24 août 1864.
La rue est décrite par un vieux commerçant de la rue comme un ancien bordel. La rue se situe à proximité de l’ancienne barrière de Grenelle sur le mur des Fermiers généraux. Cette position hors-les-murs favorisait le développement de tels établissements.[réf. nécessaire]